# گائیتانو دن‌کور

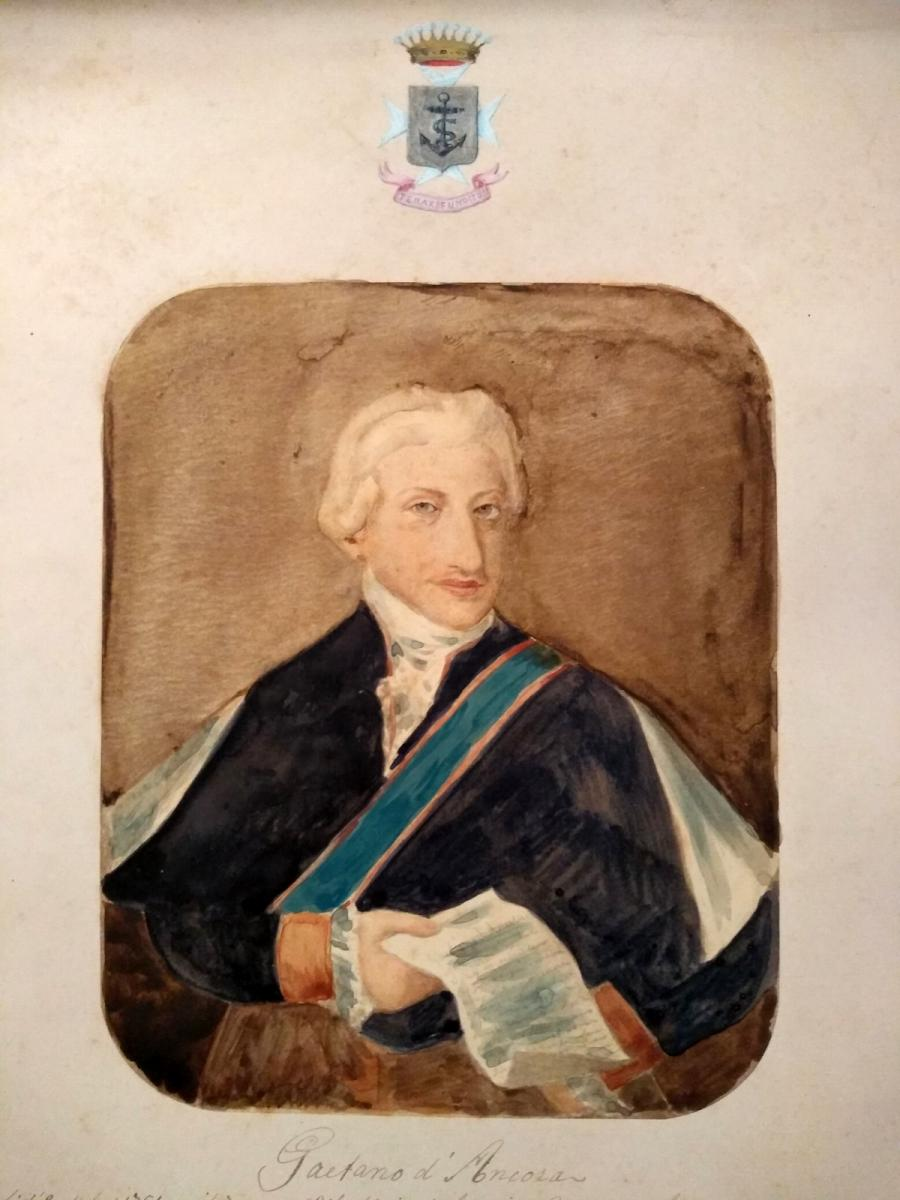

گائیتانو دِن‌کورِ (۸ اکتبر ۱۷۵۱ – ۷ مارس ۱۸۱۶) یک محقق کلاسیک و باستان‌شناس ایتالیایی بود که در نزدیکی ناپل فعالیت می‌کرد.

## زندگی‌نامه
او ارتباط خوبی با دیگر دانشمندان سراسر اروپا و ایتالیا داشت.گائیتانو در ناپل به دنیا آمد و در ناپل زیر نظر مارتورلی، سانتورو و کامپولونگو تحصیل کرد. در سن ۱۸ سالگی، او به تدریس زبان‌های کلاسیک در آکادمی نظامی در ناپل مشغول شد. او با دیگر دانشمندان سراسر اروپا و ایتالیا روابط خوبی داشت. او بیشتر به خاطر رساله‌هایش در مورد کاوش‌های پمپئی و هرکولانیوم شناخته می‌شود.